# Okres Levoča
Levoča is een district (Slowaaks: Okres) in de Slowaakse regio Prešov. De hoofdstad is Levoča. Het district bestaat uit 2 steden (Slowaaks: Mesto) en 31 gemeenten (Slowaaks: Obec).

## Steden
- Levoča
- Spišské Podhradie

## Lijst van gemeenten
| - Baldovce - Beharovce - Bijacovce - Brutovce - Buglovce - Dlhé Stráže - Doľany - Domaňovce - Dravce - Dúbrava - Granč-Petrovce | - Harakovce - Jablonov - Klčov - Korytné - Kurimany - Lúčka - Nemešany - Nižné Repaše - Oľšavica - Ordzovany - Pavľany | - Poľanovce - Pongrácovce - Spišský Hrhov - Spišský Štvrtok - Studenec - Torysky - Uloža - Vyšné Repaše - Vyšný Slavkov |

Okres Bardejov · Okres Humenné · Okres Kežmarok · Okres Levoča · Okres Medzilaborce · Okres Poprad · Okres Prešov · Okres Sabinov · Okres Snina · Okres Stará Ľubovňa · Okres Stropkov · Okres Svidník · Okres Vranov nad Topľou